# Râul Mânza I
Râul Mânza este un curs de apă, afluent al râului Iapa. Există un alt afluent al râului Iapa, având același nume, cu circa 3 km. în aval.

## Hărți
- Harta Munții Tarcău  Arhivat în 22 februarie 2010, la Wayback Machine.